# Вільхівська Тетяна Густавівна
Тетяна Густавівна Вільхівська (Волховська), до шлюбу Гамиф (*січень 1763 — † січень 1853) — українська поміщиця, власниця села Мойсівки (Мосівки) (нині — Драбівський район, Черкаська область), де бував Тарас Шевченко; родичка де Бальменів та Башилових.

## Біографічна довідка
Дружина дійсного статського радника Волховського Петра Степановича, Тетяна Вільхівська (Волховська), вважалась напівнімкенею, напівросіянкою.
Ні дітей, ні прямих спадкоємців вона не мала.
Дуже любила гучні розваги і гру в карти.
Вихована як справжня аристократка свого часу, вона все своє життя прожила у розкоші.
Приймала численних гостей, серед яких були історик М. Маркевич, М. Корсун, сімейство Тарновських, Галаганів, Раковичів, хрестила дітей у багатьох поміщиків — де Бальменів, Закревських, Вишневських, Селецьких — безоглядно витрачаючи кошти.
Чоловік помер у 1815 році, Волховська набагато пережила його — померла у січні 1853 року, на 91 році життя.

## Тетяна Вільхівська і Тарас Шевченко
Тетяна Вільхівська щороку, 12 січня, у день своїх іменин, та 29 червня у день народження покійного чоловіка влаштовувала в Мойсівці пишні бали, на які з'їжджались численні гості з різних повітів Чернігівської, Полтавської, Київської та інших губерній.
Ці бали згадував у своїх спогадах Олександр Афанасьєв-Чужбинський:
«…Їх відвідувала більшість дворян та поміщиків, тривали вони близько двох-трьох днів. Усіх гостей незалежно від стану приймали однаково».
Тарас Шевченко побував у готях в Тетяни Вільхівської тричі.
Вперше він приїхав туди 29 червня 1843 року з Євгеном Гребінкою. Вдруге Шевченко приїздив до Мойсівки 12 січня 1844 року і втретє — 12 січня 1846 року.
У Мойсівці Шевченко познайомився з Яковом де Бальменом, Василем Капністом, Олександром Афанасьєвим-Чужбинським, а також родиною Закревських: Ганною та Платоном.
На балах гості розважались: танцювали, грали в азартні ігри, хизувались модними строями, освоювали нові танці та слухали нову музику, прогулювались, читали останні новинки літератури. Серед цих новинок був і «Кобзар» Шевченка. Вразливі панянки наввипередки читали напам'ять уривки з «Кобзаря».
«Баль, своїм звичаєм, повинна була розпочати сама господиня танцем в першій парі з гостем, якого вважали найзнаменитішим. Таким гостем усі уважали Шевченка, але 80-літня Вільхівська не спроможна була танцювати. Шевченко сказав, що, опріч господині, він ні з ким не піде танцювати. Погодилися на тому, що Шевченко вдарить трепака, а Вільхівська, сидячи в фотелю vis-a-vis, буде притупцьовувати.»
Серед творів Шевченка, виконаних у Мойсівці: акварельний портрет Шостки Олександри Іванівни, портрет господині села — Т. Г. Волховської і копія портрета П. С. Волховського. Ці картини довгий час прикрашали стіни однієї з віталень будинку. Також були написані дві картини під назвою «Бал у Волховських», карикатурні портрети «Товариства мочемордія».
Перебуваючи у засланні в Кос-Аралі, Шевченко згадував у листах до Варвари Рєпніної:
«…Жива ли она, добрая старушка? И собираются ли по-прежнему в сей день к ней нецеремонные соседи со чады и домочадцы повеселиться денька на два-три и вновь разъехаться до 12 генваря. Жива ли она и много ли осталось в живых о которых с удовольствием воспоминаю?». «В Мосевке для меня была если не искренняя радость, то во всяком случае и не угнетающая тоска…».
У вірші «Г. З.» (Немає гірше, як в неволі) поет згадує:
"… І те село, і ті люде,
Де мене, мов брата 
Привітали! Чи жива ти
Старесенька мати?
Чи збираються ще й досі
Веселії гості
Погуляти у старої,
Погуляти просто?
По-давньому, як-то кажуть
Од світу до світу?
А ви, мої молодії
Веселії діти,
Рожевії дівчаточка
І досі в старої … "